# Vormbaum
Vormbaum ist eine Hofschaft in Halver im Märkischen Kreis im Regierungsbezirk Arnsberg in Nordrhein-Westfalen (Deutschland).

## Lage und Beschreibung
Vormbaum liegt auf 390 Meter über Normalnull im nördlichen Halver an der Stadtgrenze zu Breckerfeld am Bosseler Bachs, einem Zufluss der Ennepe. Nördlich von Ort erhebt sich mit 412,7 Meter über Normalnull eine Erhebung. Der Ort ist über eine Nebenstraße der Landesstraße L528 zu erreichen, die auch Niedervahlefeld anbindet. Weitere Nachbarorte sind Kreisch, Vahlefelderheide, Dommelnheide, Grünenbaum, Landwehr  und Frettlöh (zu Breckerfeld).

## Geschichte
Vormbaum wurde erstmals 1480 urkundlich erwähnt, die Entstehungszeit der Siedlung wird aber auf dem Zeitraum zwischen 900 und 1050 infolge des fränkisch-karolingischen Siedlungsbaus vermutet. Vormbaum ist vermutlich ein Abspliss von Niedervahlefeld.
Um 1500 ist durch Urkunden belegt, dass der Hof Vombaum dem bergischen Amt_Beyenburg abgabenpflichtig war. Die Gerichtsbarkeit des Hofs unterstand einem extra für die bergischen Höfe im ansonsten märkisch beherrschten Kirchspiel Halver bestellten bergischem Richter, was häufig zu Streit mit dem für das Kirchspiel eigentlich zuständigen märkischen Gografen führte.
1818 lebten 36 Einwohner in Vormbaum. Laut der Ortschafts- und Entfernungs-Tabelle des Regierungs-Bezirks Arnsberg wurde der Ort als Hof kategorisiert und besaß 1838 eine Einwohnerzahl von 38, allesamt evangelischen Glaubens. Der Ort gehörte zu dieser Zeit der Kamscheider Bauerschaft innerhalb der Bürgermeisterei Halver an und besaß sieben Wohnhäuser, eine Fabrik bzw. Mühle und zwei landwirtschaftliche Gebäude.
Das Gemeindelexikon für die Provinz Westfalen von 1887 gibt für Vorm Baum eine Zahl von 78 Einwohnern an, die in elf Wohnhäusern lebten.
Seit dem Frühmittelalter (nach anderen Angaben seit vorgeschichtlicher Zeit) verliefen bei Vormbaum zwei bedeutende Altstraßen, zum einen östlich der Handels-, Pilger- und Heerweg zwischen Hagen und Siegen (die heutige Landesstraße L528) und zum anderen westlich die Altstraße von Wipperfürth nach Breckerfeld. Nördlich von Vormbaum sperrte bei dem Ort Landwehr eine Landwehr diese beiden Altstraßen, die sich bald darauf vereinten. Der kontrollierte Durchlass wurde mit einem Schlagbaum gesichert und es ist anzunehmen, dass Vormbaum aufgrund dieses Schlagbaums – Siedlung vor dem (Schlag)Baum – seinen Namen erhielt.